# Miloslav Bednář

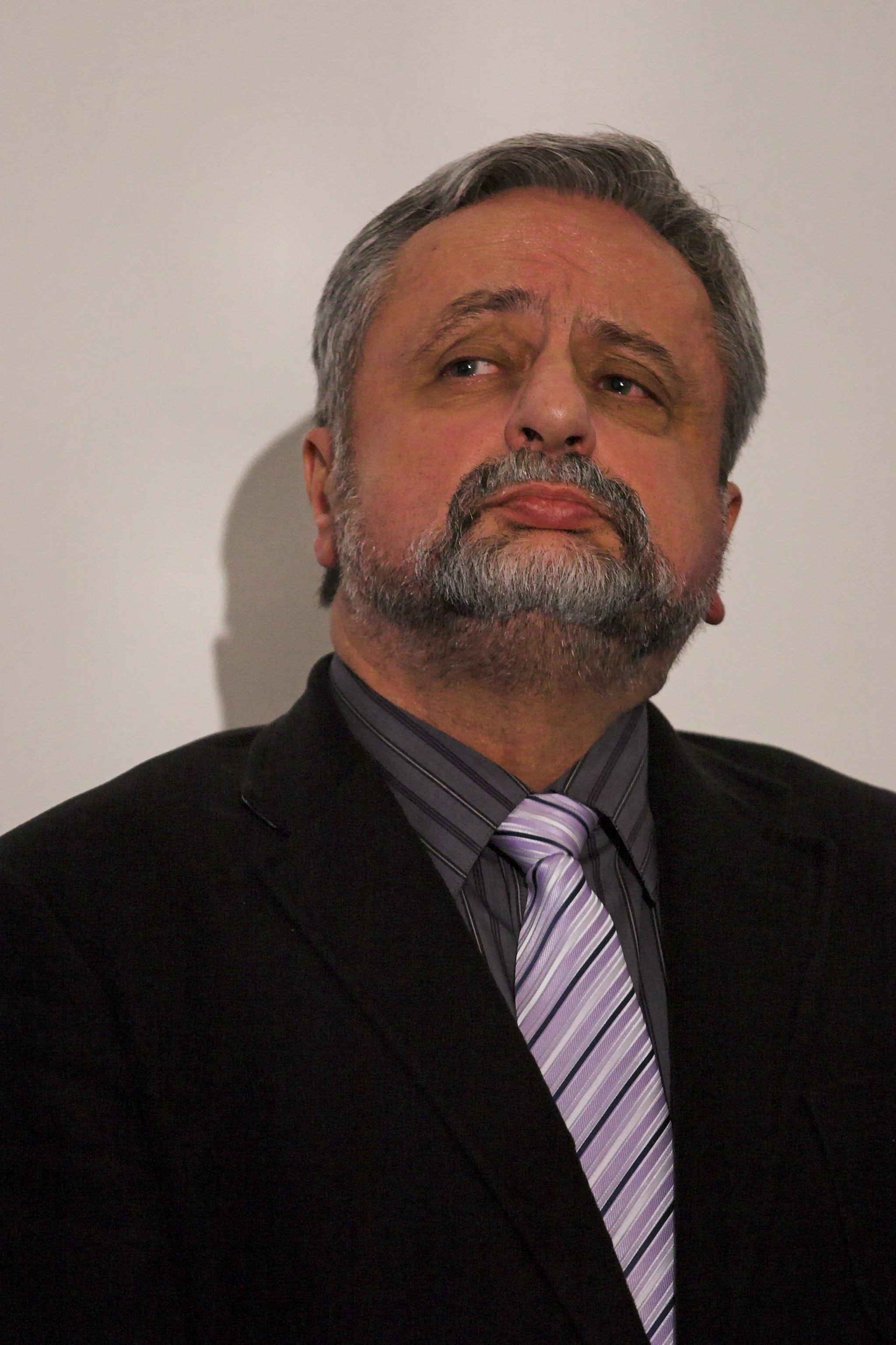
Miloslav Bednář

Miloslav Bednář (* 21. Oktober 1948 in Prag) ist tschechischer wissenschaftlicher Mitarbeiter des Philosophischen Instituts der Tschechischen Akademie der Wissenschaften (AV ČR), Mitglied des Koordinierungsrates des Deutsch-Tschechischen Gesprächsforums und der europaskeptischen Partei Strana svobodných občanů (Partei der freien Bürger).

## Leben
Miloslav Bednář studierte von 1967 bis 1972 Philosophie und Soziologie an der Philosophischen Fakultät der Karls-Universität in Prag. 1973 erhielt er den Titel CSc. Aus ideologischen Gründen durfte er bis 1990 in seinem Fachgebiet nicht arbeiten. Lediglich auf dem Gebiet der Philosophiegeschichte wurden einige Arbeiten zugelassen. 1984 bis 1987 war er externer Aspirant am Institut für Tschechische Sprache an der Akademie der Wissenschaften. 1990 wurde er voll rehabilitiert und als wissenschaftlicher Mitarbeiter an der Akademie aufgenommen.

## Werke
Ein Teil seiner Arbeiten wurden in der Zeit von 1987 an in in- und ausländischen Fachzeitschriften veröffentlicht. Sein Schwerpunkt liegt in der philosophischen Politik, der Geschichte der Philosophie, der Phänomenologie und der tschechischen Philosophie.

### Veröffentlichungen
- Etické aspekty jaderných zbraní, 1996.

### Sammelwerke
- Filosofický význam Masarykova pojetí náboženství a jeho výklad smyslu československých dějin, Masarykův sborník VII, SI 1980, 1992
- Komenského idea pampedie a Platónova paideia, Pocta Univerzity Karlovy J. A. Komenskému, 1990
- Masaryks Begriff der Religion und Franz Brentanos Aristotelismus, T. G. Masaryk und die Brentano-Schule, ed. J. Zumr, Th. Binder, Praha – Graz 1992
- Masarykova filosofie demokracie v evropském kontextu, Masarykova praktická filosofie, 1993
- Masarykův pojem náboženství, aristotelismus Franze Brentana a Masarykova polemika s Bertrandem Russellem, Masarykova praktická filosofie, 1993
- Traditions and Present Problems of Czech Political Culture, Czech Philosophical Studies I, ed. M. B., M. Vejražka, Washington, D. C. 1994
- Die Wertung in Patočkas Konzeption von den drei Grundbewegungen des menschlichen Lebens, Intentionalität – Werte – Kunst, 1995
- První světová válka jako výraz duchovní a mravní krize moderního lidství, První světová válka, moderní demokracie a T. G. Masaryk, 1995
- Současný význam Masarykovy filosofie náboženství, Náboženská dimenze Masarykova myšlení, 1995
- Hannah Arendtová a současný význam jejího myšlení, Velké postavy politické filosofie, 1996
- Heideggerovo porozumění přítomné době, fenomén totalitarismu a naše revoluce, Martin Heidegger a problémy myšlení, 1996. Čas. přísp.: Vznik samostatné ČSR a lidská práva, Spektrum 3, SI 1981
- Havlíčkova polemika s radikály a T. G. M., Spektrum 3, SI 1981
- Totalitarianism in 1982, The Salisbury Review 1983, č. 3
- Východiska Hegelova pojetí společnosti a jazyka, AUC – PhH 1987
- Masaryk's Idea of European Unity: Genesis and Significance, Czechoslovak and Central European Journal 1991, č. 2
- Die Beziehung zwischen Ethik und Politik bei Plato, Tomáš Garrigue Masaryk und Jan Patočka, Mesotes 1992, č. 2
- Obnova československé demokracie v evropském kontextu, FČ 1993
- Problèmes contemporains de la démocratie régénérée dans la république Tchèque, à la lumière de la tradition de la philosophie tchèque et tchécoslovaque, Philosopher (Laval – Québec) 1994
- Jan Patočka a Martin Heidegger, Reflexe 1994
- Jan Patočka und Martin Heidegger, Daseinsanalyse 1994
- Postmoderní zacházení s Janem Patočkou, LtN 1995, č. 7
- Přátelství, filosofie a postmoderní ideologie, LtN 1996, č. 34
- Demokracie a humanismus, Sokol 1996, č. 9.